# استپنوی (شهرستان پروومایسکی، سرزمین آلتای)
استپنوی (به لاتین: Stepnoy) یک منطقهٔ مسکونی در روسیه است که در سرزمین آلتای واقع شده‌است.